# Catherine de Lorraine
 (janvier 2021).
Pour les articles homonymes, voir Catherine de Lorraine (homonymie).
Catherine de Lorraine, née le 3 novembre 1573 et morte le 7 mars 1648, est la fille du duc Charles III de Lorraine et de Claude de France. Elle reçoit à sa naissance le prénom de sa grand-mère, la reine et régente de France Catherine de Médicis.

## Une princesse religieuse
Fille du duc de Lorraine, petite-fille du roi de France Henri II, belle-sœur du duc de Bavière, la princesse est une proche parente des derniers Valois mais également une proche cousine de la reine de France née Louise de Lorraine-Vaudémont, du duc Maximilien Ier de Bavière qui a épousé sa sœur Élisabeth, tous ardents défenseurs du catholicisme romain face à la réforme protestante.
Elle a deux ans quand sa mère meurt en couches. Voulant à tout prix se consacrer à Dieu, elle refuse les plus beaux partis dont l'empereur[réf. souhaitée].
Coadjutrice d'Anne de Salm, abbesse du prestigieux et très aristocratique chapitre de dames nobles de Remiremont, elle lui succède en 1611.

## Une abbesse en guerre
Catherine ne réussit pas à faire accepter par ses chanoinesses une vie moins mondaine et plus conforme à leur engagement religieux ainsi que le préconise le concile de Trente. Elle fonde alors les Dames du Saint-Sacrement.
Dès 1618, ayant le souci de conserver dans le patrimoine familial sa riche abbaye, elle nomme  coadjutrice  suivant l'usage de l'époque sa nièce de trois ans  Marguerite de Lorraine, fille cadette de son frère François de Lorraine, comte de Vaudémont. Cependant, la princesse épousera en 1632 Gaston de France duc d'Orléans, héritier du trône de France en rébellion. Réfugiée à Bruxelles, la douce princesse connaîtra l'exil, la vie aventureuse des princes en disgrâce et devra lutter contre le puisant ministre français, cardinal de Richelieu.
En 1624, son frère le duc Henri II, le Bon s'éteint. Après une querelle de succession qui évince la fille du duc, Nicole de Lorraine, au profit de son mari et cousin Charles IV de Lorraine, commence pour les duchés le temps des troubles.
Minés par l'influence grandissante de la France, les duchés sont entraînés dans la guerre de Trente Ans. La France puis ses alliés suédois dévastent le pays. La misère favorise les épidémies, le pays est exsangue.
Tandis que la famille ducale s'éparpille sur les routes de l'exil entre les Pays-Bas espagnols, la Toscane, l'Autriche voire la France, Catherine soutient la cause de son pays et de sa famille à l'instar du graveur Jacques Callot qui refuse de se mettre au service de Louis XIII de France et exécute son œuvre majeure Les Grandes Misères de la guerre ou de son voisin Pierre Fourier, curé de Mattaincourt qui sera expulsé sur ordre du Cardinal de Richelieu tandis que le peintre Lunévillois Georges de La Tour collabore avec l'occupant.
En 1638 face aux troupes françaises de Turenne qui risquent de prendre la ville, l'abbesse sexagénaire parviendra à mobiliser ses dames à des travaux de terrassement et galvanise à ce point la population que le valeureux homme de guerre renonce à poursuivre le siège de la cité.
Le 28 novembre 1639, elle parvient à faire ratifier un traité par le roi de France et son neveu Charles IV de Lorraine qui proclama la neutralité des villes vosgiennes Épinal, Saint-Dié, Bruyères, Arches et... Remiremont.
En mars 1641, les duchés, amputés de certaines places-fortes remises à la France, retrouvent leur indépendance mais dès l'été suivant, les troupes françaises occupent les villes du sud-lorrain dont Mirecourt, Châtel-sur-Moselle et Épinal mais pas Remiremont.
L'année suivante, les combats ont lieu dans les Vosges, Neufchâteau est prise et commence le second siège de La Mothe mais Remiremont et sa région sont épargnées.
Catherine de Lorraine meurt à 75 ans en 1648. Sa petite-nièce française Élisabeth-Marguerite d'Orléans, cousine de Louis XIV mais fille de son ex-coadjutrice lui succède. La nouvelle abbesse a deux ans ce qui permet à la France d'étendre son influence sur le sud des duchés lorrains.